# 藏西铁线莲
藏西铁线莲（学名：Clematis graveolens）为毛茛科铁线莲属下的一个种。

## 扩展阅读
- 維基物種上的相關：藏西铁线莲